# Libero Grassi
Libero Grassi (* 19. Juli 1924 in Catania; † 29. August 1991 in Palermo) war ein italienischer Bekleidungs-Unternehmer und Mafia-Gegner, der von der Cosa Nostra ermordet wurde.

## Leben
Grassi, dem ein Mode-Unternehmen im Bereich Heimtextilien mit ca. 100 Angestellten gehörte, stellte sich offen gegen die Mafia und weigerte sich medienwirksam, Schutzgeld (pizzo) zu bezahlen. Er arbeitete mit der Polizei und Mafia-Jägern zusammen und forderte öffentlich Solidarität ein. Libero Grassi informierte die Behörden und Medien genau über die Vorgehensweise der Schutzgeld-Erpresser. Aufgrund seiner Zeugenaussagen wurden acht Mafiosi verhaftet und verurteilt. Da er der erste sizilianische Unternehmer war, der sich offen gegen die Mafia stellte, und aufgrund der breiten Berichterstattung wird Libero Grassi bis heute von vielen Italienern für seinen Mut und seine Aufrichtigkeit geehrt.
Anfang 1991 wurde in Grassis Geschäft eingebrochen und genau der Geldbetrag entwendet, den man vergeblich als Schutzgeld von ihm gefordert hatte. Ein erfolgloser Brandanschlag auf sein Geschäft folgte bald darauf.
Am 29. August 1991, weniger als ein Jahr nach seiner Weigerung, Schutzgeld zu bezahlen, und knapp drei Wochen, nachdem auf der Titelseite einer Tageszeitung sein offener Brief an die "Lieben Erpresser" veröffentlicht wurde, wurde der 67-jährige Grassi in der Via Vittorio Alfieri in Palermo um 7.30 Uhr von dem Mafia-Boss Francesco Madonia und dessen Sohn Salvino Madonia aus einem Auto heraus durch drei Kopfschüsse ermordet, als er aus seinem Haus zu seinem Auto ging.
Grassi war mit Pina Grassi verheiratet und hatte einen Sohn Davide und eine Tochter Alice.